# Грозав, Георге
Гео́рге Теодо́р Гроза́в (рум. Gheorghe Teodor Grozav; род. 29 сентября 1990, Алба-Юлия) — румынский футболист, полузащитник сборной Румынии клуба «Петролул».

## Карьера

### Клубная

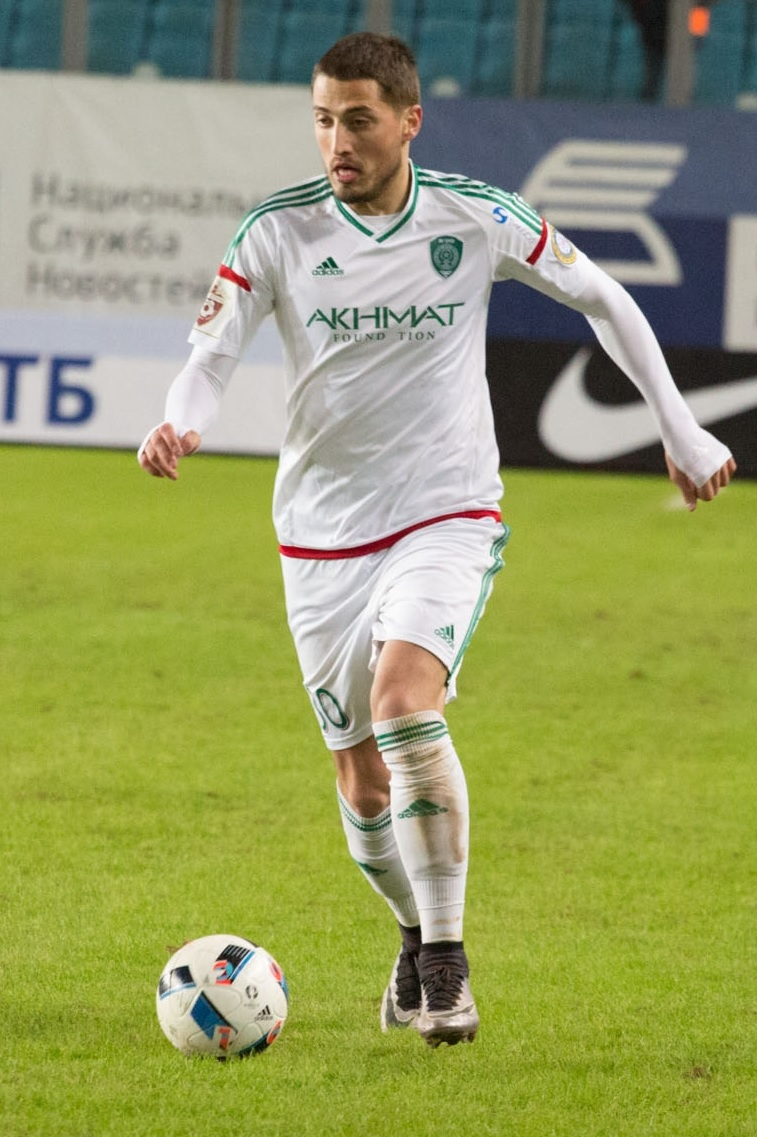
Грозав в составе «Терека»

Начал профессиональную карьеру в команде «Униря» из своего родного города, дебютировав в сезоне 2007/08 во второй румынской лиге. В 2010 году стал игроком бельгийского «Стандарда», с которым в сезоне 2010/11 взял Кубок Бельгии. В 2011 году вернулся в Румынию, перейдя на правах годовой аренды в клуб «Университатя» из города Клуж-Напока. В 2012 году подписал трёхлетний контракт с «Петролулом». Вместе с командой стал обладателем Кубка Румынии 2012/13. В квалификационном раунде Лиги Европы 2013/14 принял участие в пяти матчах «нефтяников» из шести, в которых отметился шестью забитыми мячами. 29 августа 2013 года стал игроком грозненского «Терека», с которым заключил трёхлетний контракт. В 2015 году, не закрепившись в основе «Терека», Грозав на правах аренды перешёл в «Динамо» Бухарест. Дебютировал за «Динамо» в матче с «Оцелулом».

### В сборной
В период с 2009 по 2011 год выступал за молодёжную сборную Румынии. 30 мая 2012 года дебютировал в первой сборной Румынии в товарищеском матче со сборной Швейцарии, в котором забил единственный гол.

## Достижения
- Обладатель Кубка Бельгии: 2010/11
- Обладатель Кубка Румынии: 2012/13